# Дреновац (Приштина)
Дреновац (алб. Drenoc) је насељено место у граду Приштини, на Косову и Метохији. Према попису из 2024. у насељу је живело 568 становника.

## Становништво
Према попису из 2011. године, Дреновац има следећи етнички састав становништва:
| Националност | 2011.        |
| Албанци      | 590 (100.0%) |
| Укупно       | 590          |

| Демографија | Демографија | Демографија |
| Година      | Становника  | Становника  |
| ----------- | ----------- | ----------- |
| 1948.       | 250         |             |
| 1953.       | 289         |             |
| 1961.       | 307         |             |
| 1971.       | 371         |             |
| 1981.       | 480         |             |
| 1991.       | 513         |             |
| 2011.       | 590         |             |